# Elizabeth Taylor (scrittrice)
Elizabeth Taylor, nata Elizabeth Coles (Reading, 3 luglio 1912 – Penn, 19 novembre 1975), è stata una scrittrice britannica.
Nel corso di trent'anni di carriera letteraria, ha pubblicato dodici romanzi, quattro raccolte di racconti e un libro per ragazzi. 
È stata amica dei letterati Ivy Compton-Burnett e Robert Liddell.

## Opere

### Romanzi
- At Mrs. Lippincote's, 1945 (A casa di Mrs Lippincote, trad. di Claudia Valeria Letizia, Neri Pozza, Vicenza 2009)
- Palladian, 1946
- A View of the Harbour, 1947
- A Wreath of Roses, 1949 (Una ghirlanda di rose, Mondadori, Milano, 1953)
- A Game of Hide and Seek, 1951
- The Sleeping Beauty, 1953
- Angel, 1957 (Angel, trad. di Claudia Valeria Letizia, Giano, Varese, 2004; Neri Pozza, Vicenza, 2007; Beat, Vicenza, 2013)
- In a Summer Season, 1961
- The Soul of Kidness, 1964 (La gentilezza in persona, trad. di Delfina Vezzoli, Giano, Varese, 2003)
- The Wedding Group, 1968
- Mrs Palfrey at the Claremont, 1971 (Mrs Palfrey all'hotel Claremont, trad. di Paola Mazzarelli, Astoria, Milano, 2017)
- Blaming, 1976, postumo  (Colpa, trad. di Claudia Valeria Letizia, Giano, Varese, 2003; con il titolo La colpa, Neri Pozza, Vicenza, 2008)

### Raccolte di racconti
- Hester Lilly (1954)
- The Blush and Other Stories (1958)
- A Dedicated Man and Other Stories (1965)
- The Devastating Boys (1972)

### Libri per ragazzi
- Mossy Trotter, 1967 (Mossy Trotter, illustrazioni di Eleonora Marton, Biancoenero, Roma, 2011)

## Trasposizioni cinematografiche
- Dal romanzo Mrs Palfrey at the Claremont è stato tratto nel 2005 l'omonimo film diretto da Dan Ireland.
- Dal romanzo Angel è stato tratto nel 2007 il film Angel - La vita, il romanzo diretto da François Ozon.